# اکتینیسم
اکتینیسم (Actinism) یک ویژگی تابش آفتاب است که به اثرات فتو شیمیایی یا فتوبیولوژیک می‌انجامد. از خواص اکتینیک در عکاسی و رادیوگرافی استفاده می‌شود.